# San Cono
San Cono – miejscowość i gmina we Włoszech, w regionie Sycylia, w prowincji Katania.
Według danych na rok 2004 gminę zamieszkiwało 2959 osób, 493,2 os./km².